# Generalitat republicana
La Generalitat republicana és el període historiogràfic en què la Generalitat de Catalunya, que és la institució catalana d'autogovern, va ser restablerta durant la Segona República Espanyola, des de l'any 1931 fins al 1939 (vegeu Generalitat de Catalunya amb l'evolució d'aquesta institució fins a l'actualitat).

## Antecedents
Des de l'any 1914 Catalunya disposava d'una institució administrativa pròpia, la Mancomunitat de Catalunya, sota la presidència d'Enric Prat de la Riba (1914-1917) i Josep Puig i Cadafalch (1917-1923), membres de la conservadora Lliga Regionalista. La Mancomunitat fou abolida l'any 1925 per decisió de la Dictadura de Miguel Primo de Rivera (1923-1925). Des de la fallida campanya autonomista de 1919 el catalanisme es radicalitzà i adopta posicions més esquerranes, constituint o reforçant partits com l'Estat Català de Francesc Macià, el Partit Republicà Català, Acció Catalana o la Unió Socialista de Catalunya, així com sindicats com el CADCI o la Unió de Rabassaires. Aquests factors i la repressió conjunta que exercí la Dictadura facilità un apropament de les forces catalanistes i republicanes espanyoles. Pel Pacte de Sant Sebastià de 17 d'agost de 1930, els partits polítics republicans d'Espanya es posaren d'acord en un disseny global per a l'imminent canvi de règim que incloïa l'autonomia política de Catalunya dins de la projectada República.

## La Generalitat en temps de pau (1931-1936)

### La República Catalana

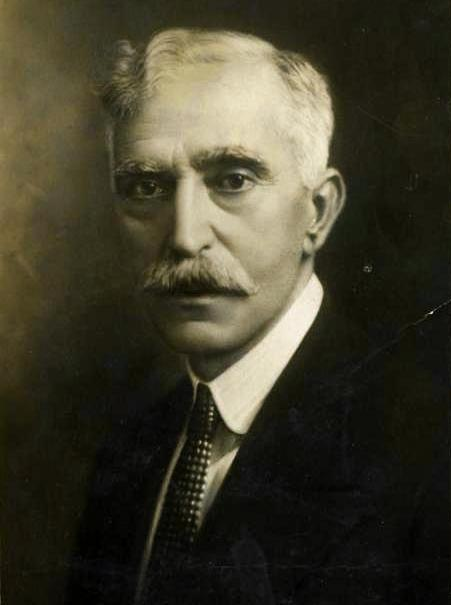
Francesc Macià, primer president de la Generalitat de Catalunya restaurada.

Arran de les eleccions municipals de 12 d'abril de 1931, que determinaren la caiguda de la monarquia d'Alfons XIII, Francesc Macià, líder d'Esquerra Republicana de Catalunya (partit triomfador a Catalunya), proclamà de manera unilateral «la República catalana com a Estat de la Federació Ibèrica» el dia 14 d'abril, poques hores abans que a Madrid es procedís a proclamar la Segona República Espanyola. Aquesta proclamació i la dualitat de poders que comportà preocupà el govern provisional espanyol i, el dia 17, Macià arribà a un pacte amb els ministres Fernando de los Ríos, Marcel·lí Domingo, i Lluís Nicolau d'Olwer, representants del govern provisional espanyol, en virtut del qual la República Catalana era rebatejada amb el nom més ambigu de Generalitat de Catalunya, en recuperació del nom medieval de la Diputació del General, abolida l'any 1714.

### La Generalitat provisional i l'Estatut de Núria
El 28 d'abril de 1931, mitjançant un decret del Consell de Ministres, es procedí a estructurar la Generalitat provisional, presidida pel mateix Francesc Macià i composta per un consell o govern, una assemblea de representants dels municipis (Diputació Provisional de la Generalitat) i uns comissaris que, en qualitat de delegats del govern, s'encarregaven dels serveis pertanyents a les suprimides Diputacions provincials de Girona, Tarragona i Lleida, mentre que s'establia la seu de la Generalitat al Palau de la Plaça de Sant Jaume. Tot i la manca d'autonomia formal d'aquest període, la Generalitat mostrà esforços de desplegament com ara l'establiment del Consell de Cultura, el de 9 de juny de 1931.
Els diputats catalans elaboraren un projecte d'estatut d'autonomia a Núria de caràcter federal, que fou aprovat en referèndum pel poble català el 2 d'agost de 1931 i fou substancialment modificat i finalment aprovat a les Corts Espanyoles el 9 de setembre de 1932.
Amb l'Estatut aprovat, el 20 de novembre de 1932 es varen convocar les úniques eleccions al Parlament de Catalunya del període republicà, guanyades per Esquerra Republicana, seguida a molta distància per la Lliga Regionalista, cosa que permeté l'inici de la construcció de les institucions i passar d'un govern provisional a un govern estatutari amb Francesc Macià ratificat com a president i Lluís Companys com a president del Parlament.
L'Estatut de Règim Interior de Catalunya de 25 de maig de 1933 va deixar fixades les institucions autonòmiques i les relacions entre elles, i es configurà el Consell Executiu, encapçalat pel president de la Generalitat o per un conseller primer com a delegat d'aquest i format per consellers titulars dels departaments de l'administració.

### Els governs Companys i la suspensió de l'Estatut

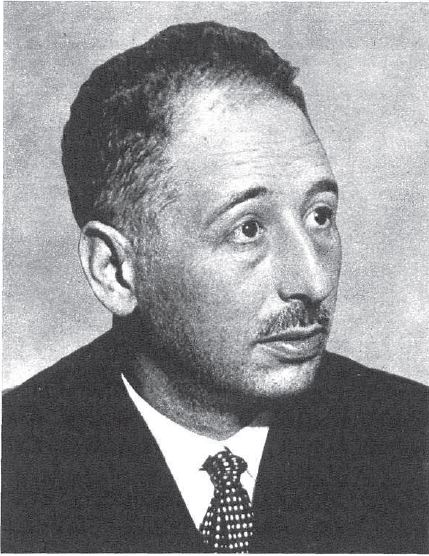
Lluís Companys, segon president de la Generalitat de Catalunya restaurada, va ser lliurat per la Gestapo i afusellat per les autoritats franquistes.

El 25 de desembre de 1933 morí Macià i el Parlament nomenà Companys com a successor, qui va exercir el càrrec fins al final de la guerra civil, excepte el parèntesi de suspensió de l'Estatut (bienni negre) que va d'octubre de 1934 a febrer de 1936, ocasionat pels fets del sis d'octubre.
Al capdavant del Parlament succeïren Companys Joan Casanovas i Maristany, fins a octubre de 1938 (amb el mateix parèntesi), i Josep Irla i Bosch, a partir d'aquesta data.
Tot i la victòria de la dreta a les eleccions generals de 1933, es mantingué l'esforç de desplegament institucional per part de la Generalitat. El traspàs dels serveis d'ordre públic permeté eliminar els governadors civils (11 de gener de 1934), donant lloc a la Junta de Seguretat de Catalunya, que coordinava les accions autonòmica i estatal en aquesta àrea. Per la llei del Parlament del 2 de març es fundà el Tribunal de Cassació, amb jurisdicció sobre les matèries civils i administratives de competència autonòmica.
El Parlament de Catalunya prosseguí la tasca legislativa aprovant diverses lleis que pretenien modernitzar el país i millorar les condicions de vida de les classes populars i de la petita burgesia. En aquesta línia, s'aprovà l'11 d'abril de 1934 la polèmica Llei de Contractes de Conreu, que pretenia solucionar la qüestió de la Rabassa Morta i facilitar als rabassaires l'accés a la terra que treballaven. Des dels seus incicis, la llei topà amb l'oposició aferrissada de la Lliga Catalana (refundació de la Lliga Regionalista) i de l'Institut Agrícola Català de Sant Isidre, representant dels propietaris agrícoles i proper a la Lliga. La Llei fou portada al Tribunal de Garanties Constitucionals de la República, que l'anulà. La resposta de la Generalitat fou l'aprovació d'una llei idèntica al Parlament, comportant l'inici d'una negociació per part del govern de la República encapçalat pel radical Ricardo Samper, per tal d'adaptar el text a la legislació general i així desencallar el conflicte.
El 6 d'octubre, en resposta a l'entrada de les dretes de la CEDA al govern espanyol, el president Companys va proclamar unilateralment un «Estat Català de la República Federal espanyola» però la insurrecció va ser vençuda el mateix dia pel capità general de Catalunya, Domènec Batet i Mestres, i Companys i els membres del seu govern foren destituïts i empresonats.
Entre octubre de 1934 i febrer de 1936, l'Estatut va ser suspès pel govern espanyol i la presidència de la Generalitat fou ocupada per persones designades pel govern espanyol amb el títol de governadors generals de Catalunya: Francisco Jiménez Arenas (7.10.1934-10.1.1935), Manuel Portela Valladares (10.1-23.4.1935), el polític radical Joan Pich i Pon (23.4.1935-28.10.1935), Eduardo Alonso Alonso (28.10.1935-27.11.1935), el cedista valencià Ignasi Villalonga (27.11.1935-16.12.1935) i el lliguista Fèlix Escales (18.12.1935-17.2.1936).
Amb el triomf del Front Popular a les eleccions de 16 de febrer de 1936 es va aixecar la suspensió de l'Estatut i Companys i els consellers foren restituïts en els seus càrrecs. El també suspès Parlament reprengué l'activitat legislativa paralitzada en un ambient considerablement menys bel·ligerant entre Esquerra Republicana i la Lliga Catalana.

## Generalitat en temps de guerra (1936-1939)
El cop i l'aixecament militar del 18 de juliol fracassà a Catalunya gràcies principalment a l'actuació de les milícies populars. Les forces sindicals de la CNT van imposar un Comitè Central de Milícies Antifeixistes que actuà de facto com un poder governamental al llarg dels mesos següents. El setembre de 1936 Josep Tarradellas com a conseller primer va formar un govern d'unitat amb forces d'esquerra i va aprovar el decret de col·lectivitzacions de 24 d'octubre.
Els fets de maig de 1937 conflicte entre anarquistes i faccions comunistes aturaren la revolució, i les forces republicanes concentraren l'activitat en la guerra. Barcelona al final de la guerra acollí al govern republicà espanyol cosa que va originar molts conflictes entre els dos governs.
Si bé formalment el general Franco va abolir la Generalitat quan entrà el 1938 a Catalunya per Lleida la Generalitat republicana va seguir actuant fins a l'entrada de les tropes nacionalistes el gener de 1939.

## Actuacions de la Generalitat
En gran part va continuar i va ampliar la política educativa de la Mancomunitat de Catalunya, des d'una perspectiva laica i coherent amb els valors republicans. Tot i la intensa activitat legislativa de la institució i la voluntat de modernització del país, es veié limitatda per les dificultats financeres i la lentitud de cessió de competències, que no es va acabar mai de fer completament. En general aquest període va constituir un assaig i una lliçó històrica per a la realització posterior de la Generalitat de 1977.